# Palaeosia fraterna
Palaeosia fraterna är en fjärilsart som beskrevs av Butler 1897. Palaeosia fraterna ingår i släktet Palaeosia och familjen björnspinnare. Inga underarter finns listade i Catalogue of Life.